# Jabłuniwka (obwód czerniowiecki)
Jabłuniwka (ukr. Яблунівка) – wieś na Ukrainie, w obwodzie czerniowieckim, w rejonie zastawieńskim. W 2001 roku liczyła 328 mieszkańców.